# Rotonda din Mosta
Biserica parohială a Adormirii (în malteză Knisja Arċipretali ta' Santa Marija), cunoscută sub numele de Rotonda din Mosta (în malteză Ir-Rotunda tal-Mosta) sau Domul din Mosta, este o biserică parohială romano-catolică din Mosta, Malta, dedicată Adormirii Maicii Domnului. A fost construită între 1833 și 1860 după planurile neoclasice ale lui Giorgio Grognet de Vassé, pe locul unei biserici mai vechi din timpul Renașterii, biserică ce a fost construită în jurul anului 1614 după planurile realizate de Tommaso Dingli.
Planul bisericii actuale se bazează pe Panteonul din Roma, și se spune că are cel de-al treilea cel mai mare dom nesprijinit din lume. Biserica a fost aproape să fie distrusă în timpul celui de-al doilea război mondial, la 9 aprilie 1942, când o bombă aeriană germană a străpuns cupola și a căzut în biserică în timpul slujbei, dar nu a explodat. Acest eveniment a fost interpretat de maltezi ca un miracol.

## Istoric
Deși Pietro Dusina a înregistrat Mosta ca parohie în timpul vizitei pastorale din 1575, de fapt, orașul a devenit parohie în 1608. Planurile de a construi o nouă biserică au început curând după aceea, iar biserica a fost construită în jurul anului 1614 după planurile atribuite arhitectului renascentist Tommaso Dingli. Această biserică a fost numită Ta'Ziri.
Prin anii 1830, biserica a devenit prea mică pentru a adăposti populația orașului. Giorgio Grognet de Vassé a propus reconstruirea bisericii făcută după un plan neoclasic bazat pe Panteonul din Roma. În ciuda opoziției episcopului Francesco Saverio Caruana, proiectul a fost aprobat și construcția bisericii a început la 30 mai 1833.

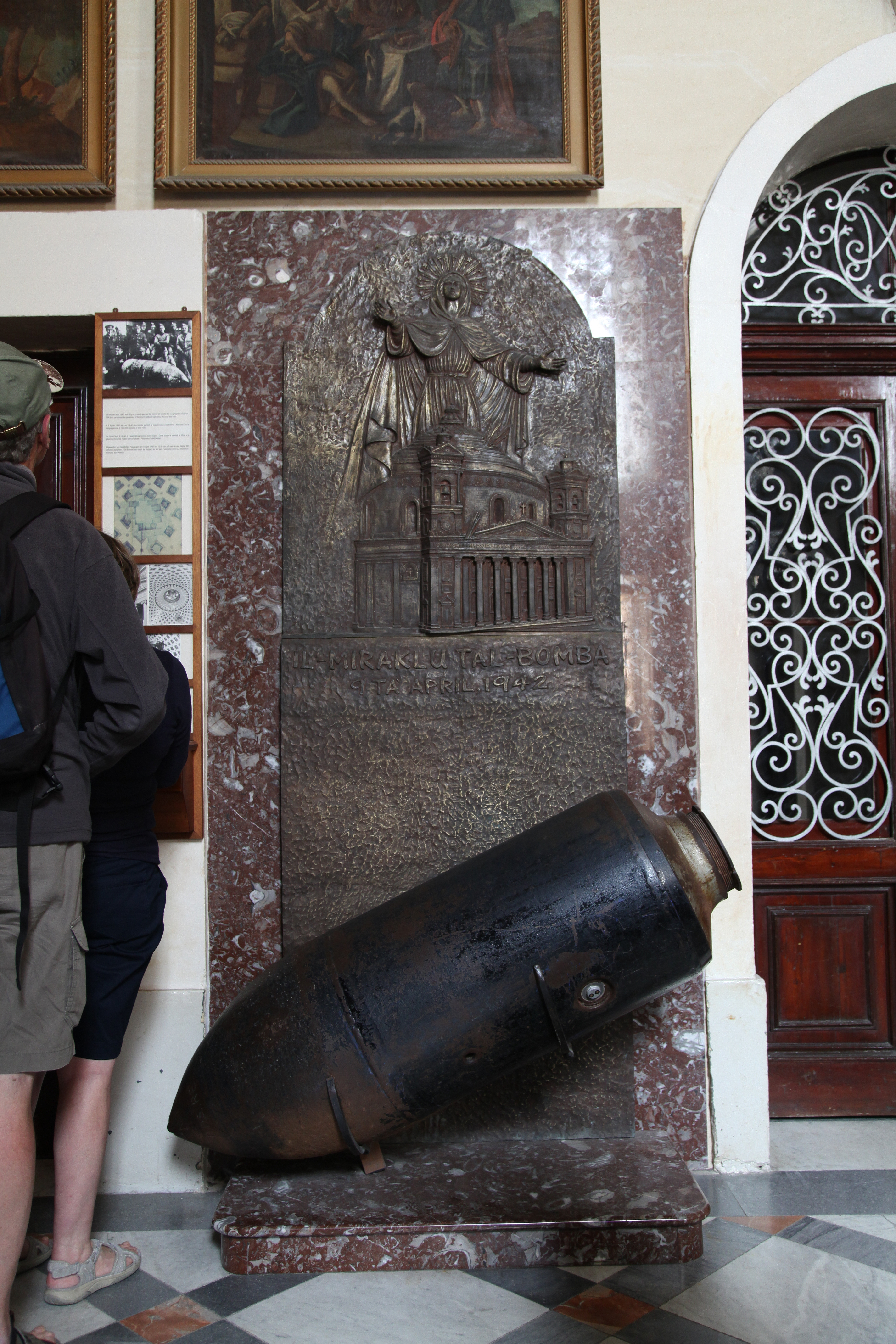
Replica bombei care a străpuns domul la 9 aprilie 1942

Noua biserică a fost construită în jurul bisericii vechi, care a rămas în folosință pe tot parcursul construcției. Locuitorii din Mosta au ajutat la construirea bisericii, luând parte la lucrările de construcție în zilele de duminică și în zile de sărbători legale. Deoarece Grognet nu avea cunoștințe de arhitectură, el a fost consiliat de un arhitect al familiei Sammut.
A fost nevoie de 28 de ani pentru ca Rotonda să fie construită, fiind finalizată la începutul anilor 1860. Vechea biserică a fost demolată în 1860,, iar noua biserică nu a trebuit să fie consacrată, deoarece locul a rămas un loc de cult pe tot parcursul construcției. Biserica a fost sfințită oficial la 15 octombrie 1871.
În timpul celui de-al doilea război mondial, orașul Mosta a fost predispus la bombardament aerian din cauza apropierii sale de aerodromul de la Ta' Qali. La 9 aprilie 1942, la aproximativ ora 16:40, trei bombe au căzut pe biserică, iar două dintre au deviat fără să explodeze. Una dintre ele, o bombă cu 500 kg de exploziv a străpuns cupola și a intrat în biserică, unde 300 de oameni așteptau slujba de seară. Bomba nu a explodat, și o unitate a Royal Engineers a dezamorsat-o și a aruncat-o în mare în largul coastei de vest a Maltei. Acest eveniment a fost interpretat ca un miracol de către locuitori, și o bombă similară este prezentată acum în sacristie în partea din spate a bisericii, sub cuvintele Il-Miraklu tal-Bomba, 9 ta' April 1942 (adică „Miracolul Bombei, 09 aprilie 1942").
În 2015, parohia a cerut Vaticanului să fie reclasificata ca bazilică.

## Arhitectura

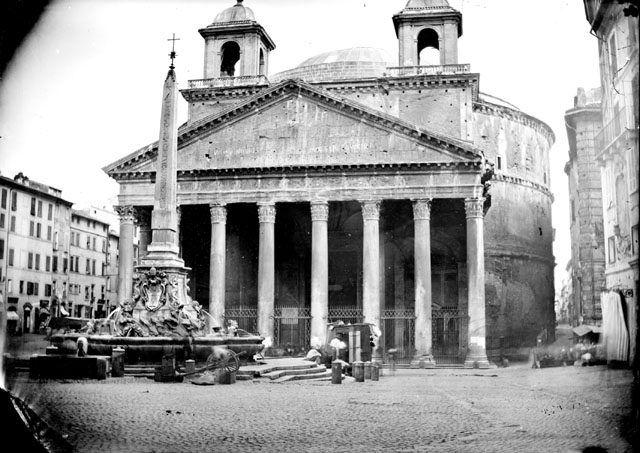
Fotografie a Panteonului din Roma de la sfârșitul secolului al XIX-lea, care a inspirat planurile Rotondei din Mosta

Rotonda din Mosta este construită în stil neoclasic,, iar structura sa se bazează pe Panteonul din Roma. Fațada are un portic cu șase coloane ionice, care este flancat de două clopotnițe. Fiind o rotondă, biserica are un plan circular cu ziduri de aproximativ 9,1 m grosime care sprijină un dom cu un diametru interior de 37,2 m. La un moment dat, domul a fost al treilea ca mărime din lume. Interiorul bisericii conține opt nișe, inclusiv un loc care conține intrarea principală și o absidă adâncă având altarul principal.
Înainte ca biserica sa fie construită, a existat o anumită opoziție față de planul lui Grognet, din moment ce unii priveau templul roman ca un model nepotrivit pentru o biserică catolică. Cu toate acestea, alții au lăudat planul, și o carte scrisă în 1839, în timp ce biserica a fost construită o descrie ca fiind „cu siguranță cea mai magnifică, extinsă și solidă clădire modernă“, în Malta. Această carte afirmă în continuare că „atunci când va fi terminată, [biserica] va fi o podoabă pentru insulă, va imortaliza arhitectul și va atrage fiecare vizitator în Malta.“ Este considerată ca fiind capodopera lui Grognet.

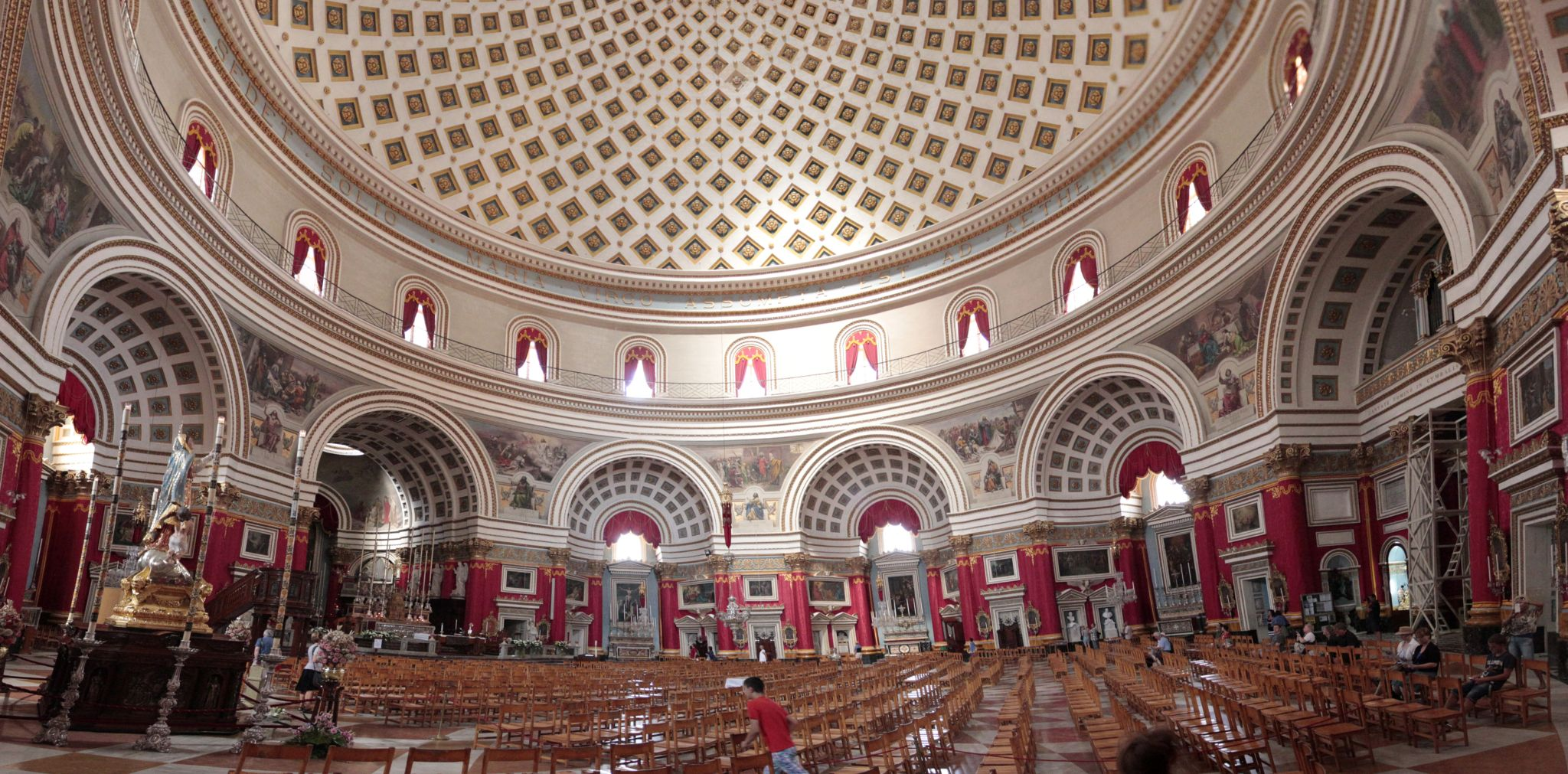
Interiorul rotondei